# Reliquie dei Magi (Brugherio)

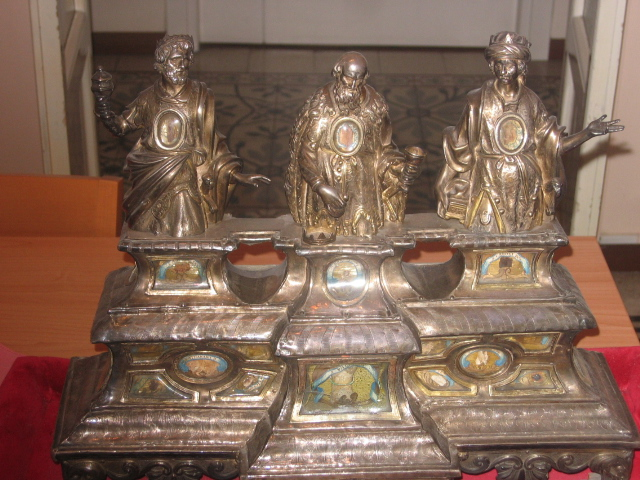
Il reliquiario seicentesco custodente parte delle spoglie dei Magi

Le reliquie dei Magi sono spoglie dei Re Magi conservate presso la chiesa di San Bartolomeo, nella città di Brugherio. Insieme al Duomo di Colonia e alla Basilica di Sant'Eustorgio a Milano, è l'unico edificio religioso che conserva una parte delle reliquie dei tre Magi.

## Storia

### Da Sant'Eustorgio a Santa Marcellina
Sant'Eustorgio, vescovo di Milano dal 344 al 350, ricevette in dono da parte dell'imperatore Costante I delle reliquie attribuite ai Santi Magi morti, secondo la tradizione, a Gerusalemme dopo che vi tornarono per compiangere la crocifissione di Gesù. Eustorgio, ritornato nella sua sede diocesana (344), decise di custodirle nella Basilica di Sant'Eustorgio costruita all'ingresso dell'attuale Porta Ticinese, luogo in cui il carro che trasportava il sarcofago con le reliquie improvvisamente si fermò, poiché i buoi, che trainavano l'enorme e pesante sarcofago, collassarono per sfinimento. Dopo l'episcopato dell'ariano Aussenzio, nel 374 fu eletto vescovo di Milano Ambrogio, già governatore della provincia della Liguria. Costui aveva una sorella, Santa Marcellina, che nel 353 aveva deciso di ritirarsi dal mondo dopo aver ricevuto la consacrazione dalle mani di Papa Liberio. Il fratello vescovo, pertanto, decise di donarle un suo possedimento fuori Milano, identificato nell'omonima Cascina di Sant'Ambrogio a Brugherio, perché vi potesse svolgere la sua vita contemplativa. Inoltre, per accentuare la devozione di Marcellina e delle sue consorelle, Ambrogio donò loro tre falangi dei Magi come segno d'affetto e devozione, uniche reliquie dei Magi che mai soggiornarono in Germania a seguito dell'invasione di Federico Barbarossa nel 1162.

### Il ritrovamento e la traslazione
I secoli passarono, e le vicende delle reliquie seguirono quelle della Cascina e della Chiesetta annessa. L'antico luogo su cui sorgeva il coenobium di Marcellina, all'alba dell'XI secolo, era occupato da un monastero di suore benedettine, ordine che si fuse poi con le agostiniane ed infine le umiliate. Delle reliquie, sempre nessuna traccia. Anzi, un evento traumatico colpì Milano: nel 1164 Rainaldo di Dassel, arcivescovo di Colonia e cancelliere imperiale, chiese ed ottenne da Federico Barbarossa di traslare le reliquie dei Magi conservate a Sant'Eustorgio nel Duomo di Colonia. Per quanto riguarda le reliquie "brugheresi", bisognerà aspettare ancora qualche secolo, prima che ritornino alla luce. Questo avvenne verso la fine del XVI secolo, quando nel 1596 l'arcivescovo e cardinale Federigo Borromeo, nella sua prima visita pastorale, segnalò la presenza di alcune reliquie il cui nome risultava ignoto:
(Luciana Tribuzio Zotti - Giuseppe Magni, Una città nel segno dei Magi, cit., p. 45.)
Tra il 1596 e il 1613, le reliquie anonime furono riconosciute come quelle appartenenti ai Santi Magi e nel 1613 il parroco di Brugherio, Francesco Bernardino Paleario, poté procedere prima ad "acquisire" legalmente le reliquie dalle monache di Milano (22 aprile), e poi a trasferirle solennemente nella chiesa di San Bartolomeo il 27 maggio, seguendo il tracciato delle attuali Via dei Mille, Via Teruzzi e Via Tre Re, quest'ultima chiamata in onore dei Santi Magi.

### Il reliquario e la devozione popolare
Già nella relazione della visita pastorale del 1621, emerge che le reliquie furono deposte in un prezioso reliquario d'argento che tutt'oggi è conservato gelosamente nella parrocchiale:
(Luciana Tribuzio Zotti - Giuseppe Magni, Brugherio: una città nel segno dei Magi, cit., pp. 108-109.)
Il reliquario, secondo la testimonianza delle visite pastorali dei decenni seguenti e la Cronaca del parroco Don Antonio De Petri (1778-1819), era sempre lo stesso di quello descritto nel 1621, e continuerà ad esserlo fino ai giorni nostri.
La devozione popolare verso i tre umitt fu enorme: non soltanto i bambini maschi venivano battezzati con i nomi dei Tre Magi (Baldassarre, Gaspare e Melchiorre), ma queste reliquie venivano usate anche con valore apotropaico, nello specifico per scongiurare la grandine o altri disastri che potessero compromettere la raccolta annuale. Nel “Quaderno delle Costumanze”, curato dal parroco Don Giuseppe Camagni (1921-1957), è scritto infatti:
(Don Giuseppe Camagni, Quaderno delle Costumanze, citato in Luciana Tribuzio Zotti - Giuseppe Magni, Brugherio: una città nel segno dei Magi, cit., p. 77.)
Uscendo fuori da quest'uso scaramantico, le reliquie dei Magi sono oggetto di profonda devozione da parte dei cittadini di Brugherio: il giorno dell'Epifania, infatti, il reliquiario viene posto davanti all'altare maggiore per essere venerato, esattamente come nel '600.

### Dal 1940 al 2013

#### L'anno santambrosiano

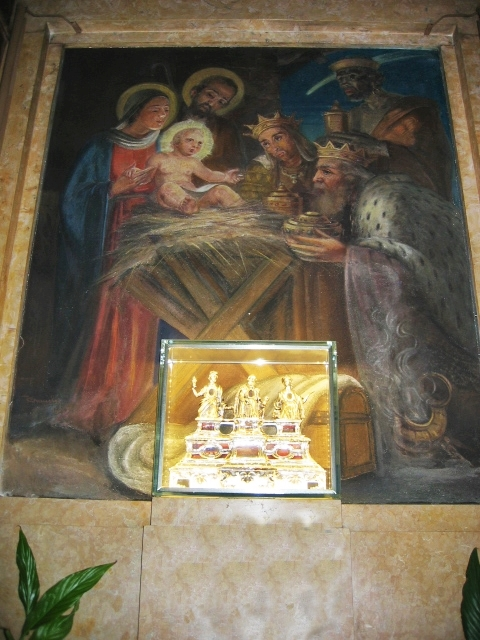
Altare dei Magi nella chiesa di San Bartolomeo (Brugherio), con copia del reliquiario realizzato nel 2013.

Nel 1940 fu celebrato il cosiddetto "Anno Santambrosiano", estremamente importante per l'arcidiocesi milanese in quanto si ricordava il 1600º anniversario della nascita di sant'Ambrogio. La fama delle reliquie dei Magi attirò numerosi fedeli da tutto il decanato di Monza e da Carugate, rendendo Brugherio il centro delle celebrazioni diocesane locali nel giorno 14 aprile, cosa che soddisfece molto l'arcivescovo Ildefonso Schuster. In tale occasione, il reliquiario fu posto permanentemente in una delle cappelle laterali della parrocchiale, esponendole alla folla sempre più crescente dei pellegrini. Le celebrazioni, però, concisero con l'entrata dell'Italia nella Seconda Guerra Mondiale, causando notevoli sofferenze ai brugheresi e Don Camagni, come voto, promise di donare alla cappella votiva dei Magi un altare nuovo (cosa che avvenne nel 1946).

#### Le reliquie dei Magi: tra identità culturale e messaggio religioso
A partire dagli anni '90 si è cercato di dare un nuovo slancio, da parte dei parroci Giovanni Maraviglia prima e Vittorino Zoia poi, al valore spirituale delle reliquie. Don Vittorino, parroco della Comunità Pastorale Epifania del Signore dal settembre 2009, ha fatto proprio il desiderio del predecessore organizzando una serie di eventi culturali e celebrazioni religiose volte a supportare l'appello lanciato da Benedetto XVI per una nuova evangelizzazione dell'Europa, convergendolo con le celebrazioni per il quadricentenario della traslazione delle reliquie da Sant'Ambrogio a San Bartolomeo. In occasione dell'Anno della fede (2012/2013), infatti, si è dato risalto ad eventi religioso-culturali (processione per le vie cittadine, conferenze) volti a sensibilizzare non solo i fedeli, ma anche la cittadinanza brugherese sul significato identitario delle reliquie. I momenti culminanti di questo programma di festività sono stati: la visita dell'arcivescovo Angelo Scola il 5 gennaio 2013 nella Chiesa di San Bartolomeo, in occasione della quale ha benedetto la cappella dei Magi, dotata di una fedele riproduzione del reliquiario originario; la rievocazione in costumi storici della traslazione delle reliquie, il 12 maggio dello stesso anno; ed infine la partecipazione (insieme al cardinale Scola e al parroco di Sant'Eustorgio, don Giorgio Riva) di una delegazione della parrocchia a Colonia, in occasione dell'850º anniversario della traslazione delle reliquie da Milano a Colonia, il giorno 28 settembre 2014.